# 募原
募原，又稱膜原，中醫術語，身體部位，最早出現於《黃帝內經》中，但是它的確定意義在中醫之中尚有爭論。一般認為，它在腸胃的外部，腹募穴的位置，約當橫膈膜，位於半表半裏之間。溫病學派對於募原的觀念極為重視。

## 位置
《素問》〈舉痛論〉：「寒氣客於腸胃，膜原之下，血不得散，小絡急引故痛。」王冰註：「膜，謂鬲間之膜；原，謂鬲肓之原。」
《黃帝內經太素》卷27〈邪傳〉：「留而不去，傳舍於腸胃之外，募原之間。」楊上善註：「腸胃之府，外有募原。」「其著於腸胃之募原也，痛而外連於緩筋，飽食則安，飢則痛。」楊上善註：「募，謂腸胃府之募也。原，謂腸胃府之原也。」